# Energia geotermalna na Islandii

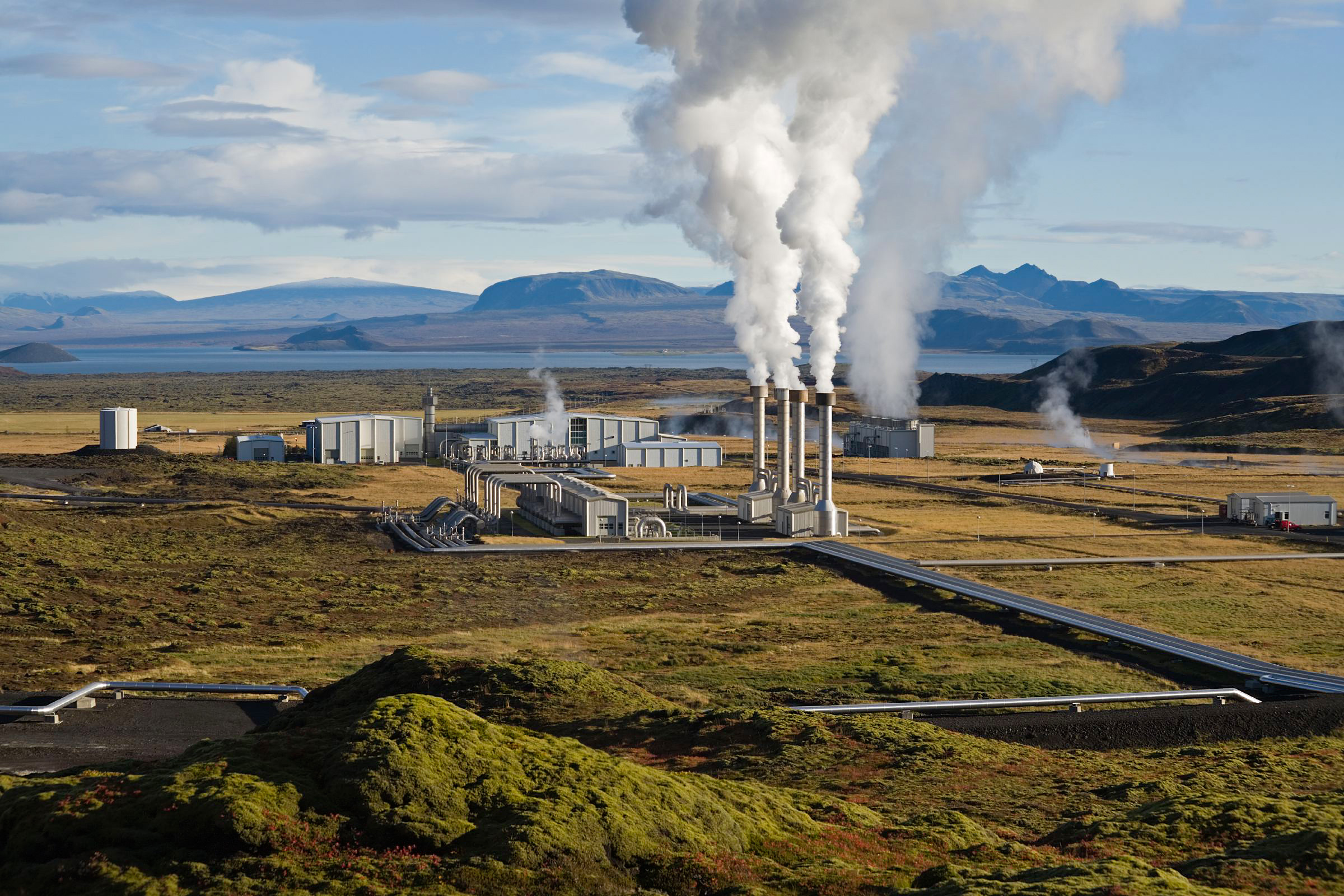
Druga co do wielkości na Islandii elektrownia geotermalna, Nesjavellir.

Dzięki szczególnemu położeniu Islandii na grzbiecie śródoceanicznym, gdzie mamy do czynienia z podwyższoną aktywnością wulkaniczną, mieszkańcy wyspy mogą także korzystać z bogatych zasobów energii geotermalnej. Jest ona wykorzystywana do ogrzewania oraz do produkcji energii elektrycznej. Koszty jej uzyskania są względnie niskie, stąd też w zimie niektóre chodniki w Reykjavíku czy Akureyri są podgrzewane.
Na Islandii działa pięć większych elektrowni geotermalnych, które dostarczają 26,2% krajowej produkcji energii elektrycznej (2010). Dodatkowo gorąca woda wykorzystywana jest do ogrzewania blisko 87% budynków w kraju.
1) Elektrownia Svartsengi, położona w południowo-zachodniej części kraju na półwyspie Reykjanes, niedaleko Keflaviku. Obecnie produkuje 75 MW energii elektrycznej oraz 150 MW energii cieplnej. Część wody ląduje w pobliskim jeziorze Bláa Lónið (Błękitna Laguna), które wykorzystywane jest w celach rekreacyjnych.
2) Elektrownia Nesjavellir, położona jest na południu kraju, niedaleko jeziora  Þingvallavatn oraz wulkanu Hengill. Produkuje 120 MW energii elektrycznej oraz 1800 litrów na sekundę gorącej (83° C) wody.
3) Elektrownia Hellisheiði, położona 30 km od Reykjaviku, w pobliżu wulkanu Hengill. Produkuje 303 MW energii elektrycznej i 133MW energii cieplnej.
4) Elektrownia Krafla, położona w północno-wschodniej części kraju, niedaleko jeziora Mývatn oraz wulkanu Krafla. Produkuje 60 MW energii elektrycznej.
5) Elektrownia Reykjanes, położona na półwyspie Reykjanes, dostarcza 100 MW energii elektrycznej.